# Тони Паркър
Уилям Антъни „Тони“ Паркър (на английски: Tony Parker) е бивш френски професионален баскетболист, дългогодишен играч на „Сан Антонио Спърс“ и за националния отбор на Франция.
Израснал в семейство, тясно свързано с баскетбола, Паркър играе 2 години във френската баскетболна лига, преди през 2001 да участва в драфта на НБА. Там той е избран от „Сан Антонио Спърс“ и скоро става техен основен плеймейкър, като им помага да спечелят 3 титли (през 2003, 2005 и 2007). Отлично възползващ се от бързината си и високия си процент на стрелба, Паркър 3 пъти е участвал в мача на звездите, а през 2007 е избран за най-добър играч в плейофите на НБА. На 7 юли 2007 се жени за актрисата Ева Лонгория, известна предимно от сериала „Отчаяни съпруги“.

## Ранни години
Паркър е роден в Брюж, Белгия, но е израснал във Франция. Баща му, Тони Паркър Старши, афроамериканец, играе баскетбол в университета Лойола в Чикаго, както и професионално отвъд Океана. Майка му, Памела Файърстоун, е холандски модел. В детството си Паркър е близък с братята си и заедно често гледат мачовете на баща си. Отначало той е по-увлечен по футбола, но превръщането на Майкъл Джордан в световна баскетболна суперзвезда го кара да размисли. Двамата по-малки братя на Паркър също се занимават сериозно с баскетбол. Ти Джей и Пиер продължават да играят, съответно на професионално и колежанско ниво. Докато гради качествата си, недотам високият ръст на Тони предопределя позицията му. Избира плеймейкърския пост, осъзнавайки, че той е идеален за него, предвид скоростта и пъргавината му. В крайна сметка талантът му бива забелязан и той е поканен в Националния институт по Спорт и Физическо възпитание в Париж. След като играе в по-долните френски дивизии в продължение на две години, през 1999 г. Паркър заиграва на професионално ниво и подписва договор с отбора на Париж БР.
През лятото на 2000 г. Паркър е понакнен да участва в демонстративния мач „Найк Хуп Съмит“ в Индианаполис. Там, наблюдаван от професионални скаути и треньори на колежански отбори, той се състезава срещу други бъдещи звезди в НБА като Дариъс Майлс, Зак Рандълф и Омар Кук. В двубоят между американски и европейски звезди Паркър записва 20 точки, седем асистенции, четири борби и две отнети топки. Забележителното представяне на французина предизвиква интерес у няколко колежа, включително Калифорнийския университет от Лос Анджелис (UCLA) и Технологическия институт от Джорджия (Georgia Tech). Въпреки това, Паркър решава да остане във Франция и прекарва следващите две години с Париж БР във френското първенство, преди да заяви участие в драфта на НБА през 2001 г.

## „Сан Антонио Спърс“

### Първа титла
Преди драфта през 2001, Паркър е поканен на летния лагер на Сан Антонио Спърс. Първите представяния на французина пораждат съмнения, когато треньорът Грег Попович го вижда да играе срещу скаута на Спърс и бивш играч в НБА Ланс Бланкс. Паркър е толкова затруднен от твърдостта и физическата сила на Бланкс, че на десетата минута Попович е готов да го прати обратно вкъщи. Но след като вижда видео с най-добрите моменти от играта на 19-годишния тогава играч, треньорът решава да го покани отново. Този път Паркър прави по-добро впечатление в играта си срещу Бланкс; по-късно Тони описва Бланкс като „разрушителен човек-отбор“. Попович решава, че рискът с привличането му ще бъде оправдан, но отборът все пак трябва да изчаква и да се надява, че французинът няма да бъде изтеглен преди да дойде техния ред. По онова време името на Паркър не е често споменавано в прогнозите преди драфта и така той е изтеглен от Спърс под номер 28.
След като първоначално влиза като резерва на мястото на Антонио Даниълс, Пъркър става титуляр и изиграва 77 мача в дебютния си сезон, като отбелязва средно по 9.2 точки, 4.2 асистенции, 4.3 борби и 29.4 минути на мач. След като участва в мача срещу Лос Анджелис Клипърс на 30 ноември 2001 той става третият французин играл в НБА. Паркър внася допълнително темпо в играта на Спърс и осигурява на съотборниците си отлични позиции за стрелба винаги, когато участва в постепенното нападение на отбора. Справя се добре със стрелбата с отскок, когато остане непокрит и създава повече пространство за едрите си съотборници Тим Дънкън и Дейвид Робинсън. До края на сезона новобранецът води в Сан Антонио по асистенции и откраднати топки и участва в първия Тим на новобранците за 2001 – 2002 г., като става първият чужденец, на когото е оказана тази чест. Въпреки че Спърс са отстранени в плейофите, представянето на Паркър не остава незабелязано.
През втория си сезон в Националната баскетболна асоциация, Паркър печели първия си шампионски пръстен. Играе в 82 мача в редовния сезон като титулярен плеймейкър на Сан Антонио, чийто състав е значително променен. Французинът значително подобрява статистическите си показатели, като отбелязва средно по 15.5 точки, 5.3 асистенции и 2.6 борби на мач. По време на плейофите записва два най-добри лични резултата в стрелбата, като Спърс, водени от Тим Дънкън побеждават Ню Джърси Нетс с 4 – 2 във финалната серия, и така Паркър печели първата си титла в НБА. Въпреки победата, Паркър е непостоянен в играта си през плейофите и често е сменян от по-опитните гардове Стив Кър и Спийди Клакстън към края на мачовете. По време на редовния сезон, баскетболистът често чувства, че е критикуван твърде сурово от треньора Попович. По-късно треньорът признава, че е бил критичен към младия си плеймейкър, твърдейки, че е искал от него да стане по-хладнокръвен и по-зрял от връстниците си.

#### Втора титла
Въпреки спечелената титла има съмнения за бъдещето на Паркър. Спърс се опитват, но не успяват да привлекат Джейсън Кид от Ню Джърси Нетс, но Паркър казва на треньора Попович, че иска да остане плеймейкър на Сан Антонио и е готов да работи усърдно, за да стане велик играч. Играе добре през редовния сезон, записвайки по 14.7 точки, 5.5 асистенции и 3.2 борби на мач. Въпреки това Спърс са победени от вечния враг Лос Анджелис Лейкърс в полуфиналите на Западната конференция през 2004 и така не успяват да защитят титлата си от предишната година.
През сезона 2004 – 05, Паркър отбелязва по-добра лична статистика през редовния сезон, като поддържа средно по 16.6 точки, 6.1 асистенции и 3.7 борби на мач. Нарежда се на 13-о място в лигата по общ брой асистенции и трети сред плеймейкърите по стрелба от зоната на 2-те точки. Спърс са силни в плейофите и Паркър допринася за победите над Денвър Нъгетс, Сиатъл Суперсоникс и Финикс Сънс. Във финалната серия срещу Детройт Пистънс обаче французинът среща сериозни проблеми. Често е подпомаган от колегите си Ману Джинобили и Брент Бари в изпълнението на задачите на плеймейкър, с които не се справя толкова добре, колкото през редовния сезон. Изправен срещу най-добрия играч на предишните финали Чонси Билъпс, стрелбата с отскок на Паркър става непостоянна, а запазената му марка – пробивите към коша, често са пресичани от силната защита на Пистънс, подсилена от четирикратния Най-добър защитник на годината Бен Уолъс. Въпреки това, с комбинацията от безупречно представяне на Тим Дънкън, включването на аржентинската звезда Джинобили в организирането на играта и качествата на Паркър, Спърс печелят третата в историята си титла в НБА, побеждаващи защитаващите титлата си шампиони с 4 – 3 във финалните серии.

#### Трета титла
През сезон 2005 – 2006 Паркър за пръв път е избран да участва в Мача на звездите на НБА, като през редовния сезон отбелязва най-високите за кариерата си 18.9 точки на мач. Резултатите от стрелбата на французина са по-високи дори от тези на Дънкан и формата му помага на Спърс да постигнат рекордните 63 победи и само 19 загуби в квалификациите за плейофите през 2006. Въпреки това, победителите в конференцията Спърс отново не успяват да спечелят две поредни титли, отстранени във втория кръг от Далас Маверикс.
На 14 февруари 2007, след стабилно представяне в първата половина на сезон 2006 – 2007, Паркър отново е поканен да участва в Мача на звездите. С него като титулярен плеймейкър, Спърс се класират за плейофите, завършвайки втори в Югозападната дивизия. В полуфиналите на Западната конференция Сан Антонио среща Финикс Сънс, водени от двукратния и действащ най-добър играч в НБА Стив Неш В схватката с най-добрия плеймейкър на неговото поколение, Паркър използва скоростта си за да спечели предимство, което затвърждава с подобрената си стрелба с отскок от средно разстояние. Успява да се пребори и с много по-едрия от него Шон Мериън. След като отстраняват Сънс, Спърс побеждават Юта Джаз и печелят финалите на Западната конференция. На финала на лигата, Сан Антонио побеждават с 4 – 0 Кливланд Кавалиърс. В тези серии, Паркър надиграва противниците си Даниъл Гибсън и Лари Хюз, отбелязвайки рекордните 24.5 точки и 57,1% успеваемост от зоната на трите точки. За представянето си Паркър е избран за най-добър играч на финалите на НБА и става първият европеец, носител на званието.

#### Новата ера
През редовния сезон 2007 – 08, Паркър записва средни показатели за точки и борби, подобни на тези от последните две години, и най-високите в кариерата си за асистенции. Спърс завършват трети в Западната конференция и срещат Финикс Сънс в първия кръг на плейофите на НБА за 2008 г. За трети път за четири години Сан Антонио надделява над Финикс; в мачовете срещу тях Паркър се представя блестящо, отбелязвайки средно по 30 точки и 7 асистенции на мач. В следващия кръг срещу Ню Орлеанс Хорнетс, водени от Крис Пол, Спърс започват с две загуби, преди да отговорят със силна победа. В този мач французинът записва дабъл-дабъл с 31 точки и 11 асистенции. Макар и в седем мача, Спърс отстраняват Хорнетс, но за пореден път не успяват да победят Лос Анджелис Лейкърс и отново не успяват за защитят титлата си.
Сан Антонио започват трудно сезон 2008 – 2009, като губят първите си три мача. В четвъртия, срещу Минесота Тимбърулвс Паркър отбелязва най-високите в кариерата си 55 точки, за да изведе Спърс до първата победа за кампанията.

## Национален отбор на Франция
През 1998 г. и 2000 г. Паркър играе за младежкия национален отбор на Франция на Европейско първенство. Става най-добър играч на турнира през 2000 г., когато Франция печели турнира, записвайки по 25.8 точки и 6.8 асистенции на мач. С мъжкия отбор участва на Европейско първенство през 2001, 2003, 2005 и 2007. През 2005 французите печелят бронз, побеждавайки Испания с 98 – 68. Капитан на националния отбор от 2003, Паркър трябва да води отбора на Световното първенство през 2006, но не е в състояние да играе, след като чупи пръст на ръката си в приятелска среща. На Евробаскет 2007 Паркър отбелязва средно по 22.2 точки и 3.0 асистенции в първите пет мача, на Франция е победена на четвъртфинал от Русия.

## Извън игрището

### Семейство
Родителите на Паркър продължават да оказват сериозно влияние върху живота му дори след развода си. Майка му, специалист по здравословно хранене, му дава съвети за здравословната му диета, докато с баща си той обсъжда по телефона представянето си. 

Тони Паркър е женен за актрисата Ева Лонгория, която е по-възрастна от него със седем години. След като обявяват годежа си на 30 ноември 2006 г., те се женят на 7 юли 2008 г. във Франция. По време на Мача на звездите през 2007 Тони казва "Ева прави всичко, аз само ще отида и ще кажа „да“". Лонгория, родена в Корпъс Кристи, Тексас е редовен зрител на домакинските мачове на Спърс. Гражданската церемония е последвана от католическа в Париж, Франция.
През декември 2007, таблоидите разпространяват новината, че Паркър има връзка с Александра Паресан, френски модел. Паркър и Лонгория яростно отхвърлят слуховете чрез говорителите си, заявявайки „Всички известни двойки стават жертва на тези неща в хода на връзките си. Очевидно това не е първия случай, в който тази жена се опитва използва спортист, за да спечели публично внимание“. Паркър завежда дело за 20 милиона долара срещу сайта, който пръв предава новината, който по-късно публикува пълно опровержение и извинение, гласящо "X17online.com и 7X [sic], Inc. съжаляват, че бяха подведени от госпожица Паресан и нейни представители и се извинява на господин Паркър за всякакви вреди и неудобства, които това може да е причинило на него или съпругата му."

### Благотворителност
Паркър дарява на деца в неравностойно положение по 20 билета за всеки домакински мач на Спърс. Той е също така посланик на Make-A-Wish Франция. Това е нестопанска организация, която изпълнява желанията на деца, страдащи от животозастрашаващи болести. В личния си уебсайт, Паркър заявява „Вече бях запознат с Make-A-Wish, тъй като фондацията е много популярна по света и преди съм участвал в изпълняването на много желания, срещайки се с деца и техните семейства. Реших да се отдам на тази кауза, след като видях истинското отдаване там и осъзнах, че мога да помогна на колкото се може повече желания да се сбъднат.“

### Други интереси
Паркър е яростен фен на хип-хоп и рап музиката. Има издаден албум с френски хип-хоп, продуциран от Полиграфик. Първият сингъл от албума Top of the game, с участието на Фабюлъс и Бууба, излиза през март 2007 г. Във видеото към песента участват съотборниците му от Спърс Робърт Хори, Тим Дънкън и Брент Бари, както и бившият им колега Назр Мохамед. Заснема видео и за песента Balance-toi от същия албум, в което участва Ева Лонгория.
Баскетболистът взе участие и в кандидатурата на Париж за домакин на Олимпийските игри
през 2012. След като домакинството бе дадено на Лондон, той горчиво казва „Не знам какво още можехме да направим. Щом не спечелихме сега, едва ли някога ще успеем. В МОК изглеждат много проанглосаксонски настроени. Изключително разстроен съм.“